# Megalofrea sparsuticollis
Megalofrea sparsuticollis là một loài bọ cánh cứng trong họ Cerambycidae.